# Kunda
Kunda è una città dell'Estonia nord-orientale, nella contea di Lääne-Virumaa, affacciata sul Golfo di Finlandia.

## Altri progetti

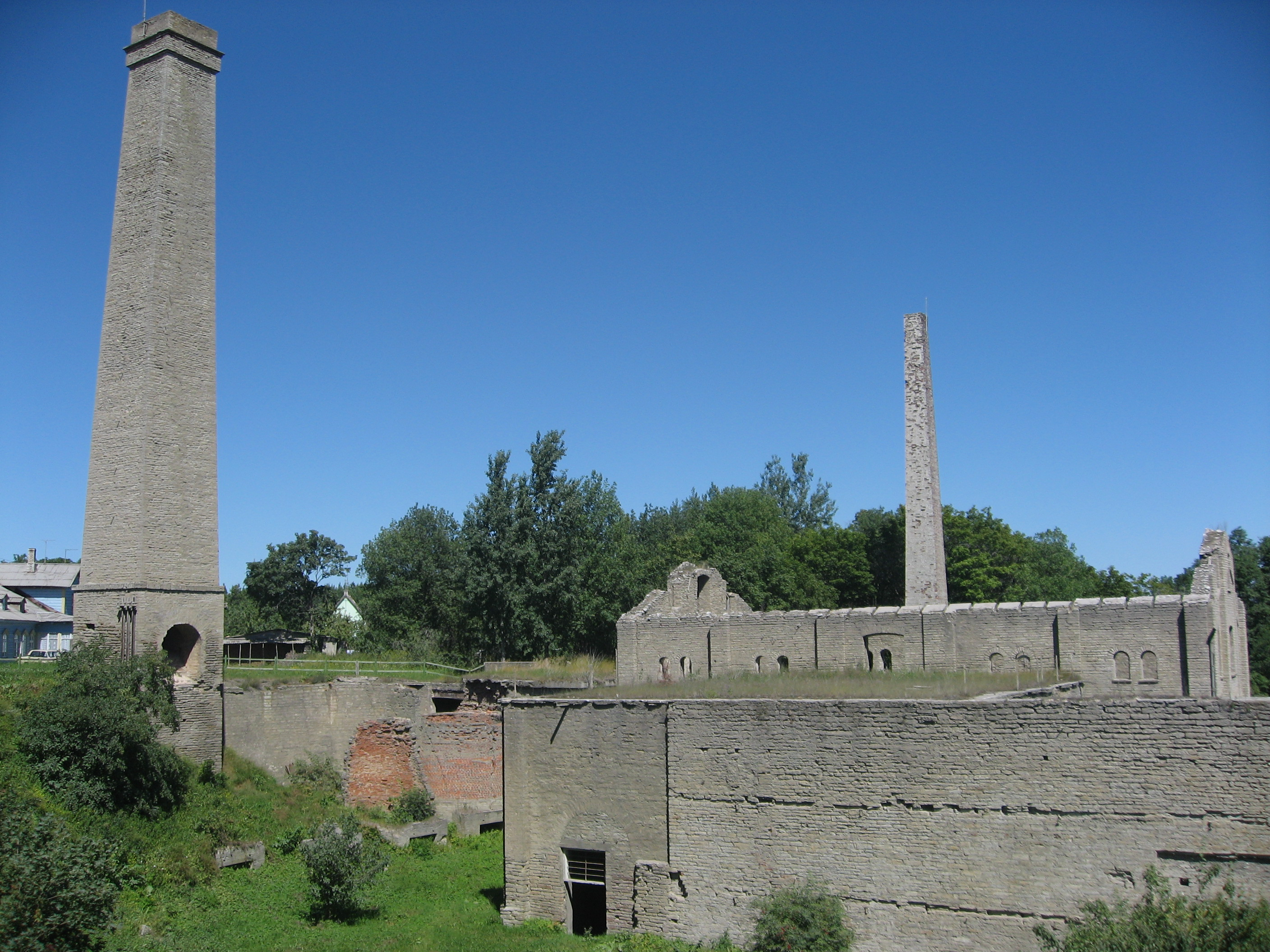
Archeologia industriale a Kunda